# Couples Retreat
Couples Retreat (Brasil: Encontro de Casais / Portugal: Terapia para Casais) é um filme estadunidense de 2009, uma comédia romântica dirigida por Peter Billingsley que marcou sua estreia como diretor e foi escrito Jon Favreau, Vince Vaughn, Dana Fox, Curtis Hanson, e Greg Beeman. Vaughn e Favreau estrelam com Jason Bateman, Faizon Love, Kristin Davis, Malin Åkerman, Kristen Bell e Jean Reno. Foi lançado em 9 de outubro de 2009, nos Estados Unidos. O filme foi filmado principalmente na ilha da Polinésia Francesa de Bora Bora.
A Universal Pictures associou-se a vários grupos para obter apoio financeiro para ajudar a comercializar o filme. Entre os patrocínios incluem o Conselho de Turismo de Tahiti, onde o filme foi feito, os fabricantes de Bud Light e Rum Captain Morgan, loja de departamentos Bloomingdale's e Crunch Gyms. O videogame Guitar Hero também é destacado no filme. Universal Pictures foi criticada por remover os atores Faizon Love e Kali Hawk dos cartazes internacionais para o filme, mostrando apenas seis ao invés dos oito membros do elenco usados nos materiais promocionais dos EUA. O estúdio disse que se arrependeu de causar ofensa e abandonou os planos de usar o cartaz revisado em outros países.
Apesar da recepção crítica negativa, foi um sucesso de bilheteria, ficando em primeiro lugar no fim de semana de estreia, arrecadando US$ 34,286,740 e se tornando o maior sucesso de bilheteria de Vince Vaughn desde The Break-Up de 2006. O filme arrecadou US$ 109.2 milhões no mercado estadunidense e US$ 58.8 milhões em mercados estrangeiros, totalizando US$ 171 milhões.
A ex-modelo e estilista de salão de beleza atual, Irina Krupnik, processou em US$ 10 milhões vários réus, incluindo os produtores do filme decorrentes de uma suposta cena de excitação em que o personagem de Jon Favreau usa uma foto dela. O juiz da Suprema Corte de Manhattan O. Peter Sherwood decidiu contra Krupnik, e ela não recebeu nada.

## Sinopse
Jason (Jason Bateman) e Cynthia (Kristen Bell) estão a um passo do divórcio. Não querendo que seu casamento acabe, eles tem a ideia de ir para Edén Oeste, uma ilha paradisíaca onde o foco é a terapia de casal. Como o preço é muito alto, eles convidam seus amigos Dave (Vince Vaugn), Joey (Jon Favreau) e Shane (Faizon Love) e suas esposas para irem também. Em nome da amizade, os amigos topam, mas ao chegar lá nada acontece como esperado.
Portanto, os quatro casais vão de férias para uma estância paradisíaca, numa ilha tropical. Um deles está em crise e esta viagem representa uma oportunidade de fazer terapia conjunta antes de se decidir, ou não, pela separação. Os restantes estão ali apenas pelo sol, pela praia e pelas magníficas e relaxantes paisagens. O problema é que, afinal, a terapia é obrigatória para todos... Agora, cada um deles terá de analisar a fundo a sua própria vida e a sua relação, mesmo que isso acarrete algumas surpresas pouco agradáveis.
Uma comédia romântica sobre os pequenos e grandes problemas conjugais, assinada por Peter Billingsley.

## Elenco
- Vince Vaughn e Malin Åkerman como Dave e Ronnie (sobrenome não revelado), um típico casal suburbano com dois filhos. Seu casamento parece bom, mas cada um deles percebe que Dave tende a minar Ronnie, cruzando limites emocionais e bloqueando suas necessidades devido ao seu trabalho exaustivo. Na conclusão de sua terapia, Marcel lhes garante o asno como seu espírito animal, porque ambos são teimosos e suportam o fardo não apenas de seus problemas, mas também dos de outros.
- Jon Favreau e Kristin Davis como Joey e Lucy Tanzini, namorados do ensino médio que se desmembraram por acreditarem que "perderam" a vida depois do ensino médio, se casaram e se tornaram pais imediatamente depois e estão pensando em se divorciar assim que como sua filha vai para a faculdade. Eles têm uma filha chamada Lacey, que é uma adolescente esperta mas um pouco rebelde. Depois de se reunir em terapia, Marcel dá a eles um símbolo de espírito de lobo como eles são animais de carga, mas seus corações sempre mentem com seu companheiro destinado.
- Jason Bateman e Kristen Bell como Jason e Cynthia Smith, um casal problemático cuja ideia era ir ao Éden com seus amigos. Seus problemas resultam de uma falta de comunicação complicada com os métodos mais controlados de Jason e seu problema em conceber um bebê. Eles são um casal muito organizado e são os mais interessados em reparar seu relacionamento. Marcel concede-lhes uma ficha de coelho depois que eles se reúnem, devido à sua capacidade inata de superar os obstáculos que estão em seu caminho.
- Faizon Love e Kali Hawk como Shane and Trudy, um casal de polaridade totalmente oposta. Trudy e Shane logo se cansam um do outro devido às diferenças de idade e interesses. Trudy vai para a cena local, e enquanto tenta encontrá-la e trazê-la de volta, Shane e sua esposa Jennifer se reconciliam. Eles recebem o símbolo da abelha para simbolizar que, embora possam visitar outras flores de vez em quando, nada é tão doce quanto retornar à colméia.
- Jean Reno como Marcel, o principal terapeuta, fundador e operador do resort
- Peter Serafinowicz interpreta Sctanley (pronunciado Stanley, de um "c" silencioso), o inglês do resort que supervisiona a estadia dos casais e foi o campeão de pontuação original de Guitar Hero na ilha. (O comentário em DVD de Vaughan explica o "c" silencioso como diversão simples)
- Tasha Smith como Jennifer, ex-esposa de Shane
- Jonna Walsh como Lacey Tanzini
- Ken Jeong como o terapeuta de Jason e Cynthia
- Amy Hill como a terapeuta de Shane e Trudy
- John Michael Higgins como o terapeuta de Dave e Ronnie
- Carlos Ponce como Salvadore, o instrutor de yoga
- Temuera Morrison como Briggs, o assistente nativo de Marcel - seu nome é grafado como Temeura nos créditos iniciais
- Karen David como atendente de spa

O pai da vida real de Vince Vaughn, Vernon Vaughn, interpreta seu pai na tela.

## Recepção da crítica
Couples Retreat teve recepção desfavorável por parte da crítica especializada. Em Rotten Tomatoes o filme tem uma classificação de aprovação de 11% com base em 159 avaliações com uma classificação média de 3.6/10. Em Metacritic, o filme tem uma pontuação de 23 em 100 com base em 27 críticos, indicando "geralmente avaliações desfavoráveis". As audiências pesquisadas pelo CinemaScore deram ao filme uma nota média de "B" na escala A+ a F.